# Алиедора
«Алиедора» — вторая книга цикла «Семь зверей Райлега» популярного российского писателя Ника Перумова, продолжающая рассказ о приключениях в плоском мире Райлег.
Это первое произведение Перумова в жанре «тёмной фэнтези». Критики отметили эксперимент с жанром и изменение общего стиля серии.

## Сюжет
Юную Алиедору выдали замуж за соседа, вассала ближайшего королевства. Её жених, Байгли, - садист, и избитая плетьми Алиедора сбегает из замка, пересекает границу и возвращается в родной замок рода Венти, по пути обнаружив Гниль.
Вследствие скандала между родом Деррано и Венти начинается война между Долье и Меодором, родным королевством Алиедоры Венти. Меодор проигрывает войну, Алиедора сбегает из замка, где её подбирает отряд наёмников во главе с трёхглазым магом Метхли. Метхли объяснил Алиедоре, что она помечена Гнилью. Они едут на север, где воссоединяются с отрядом северян.
Алиедоре приходится выдержать множество тяжёлых испытаний, ибо она - капля Его крови, капля крови Белого Дракона. Последнее испытание - Алиедоре пришлось сравнять с землёй родной замок Венти. Уничтожив гарнизон, северяне и Гниль, вызванная Алиедорой, сражается с отрядом железных големов из державы Навсинай. Варвары и Алиедора терпят поражение, Белый Дракон и Тьма отворачиваются от неё.
Тем временем, на границе королевства Долье кипят сражения - бесчисленные отряды зомби идут на Симэ. Дигвил Деррано, старший брат Байгли Деррано, отправляется посмотреть, что там случилось. Воины Долье держат поражение, а воины короля находятся в далеко покорённом Меодоре.
Алиедору взяли в плен Навсинайские маги-учёные. Воспользовавшись моментом, она сбегает из их лагеря и направляется к Мастерам Смерти, некромантам из Некрополиса.
Вместе с некромантом Латариусом она отправляется в Некрополис.
Там Мастер Смерти Латариус и Старшая Гончая Аттара показывают ей, как создаются знаменитые зомби Некрополиса. Среди пленников она узнаёт Дигвила Деррано и просит (хотя, скорее, приказывает) отпустить его.
Дигвил Деррано бежит из Некрополиса, его никто не трогает, но и мало кто ему помогает. Наконец, он встречает Навсинайских магов и уезжает.
Алиедора становится Гончей, вынашивая план о становлении королевой Некрополиса. 
На одном из заданий Алиедора встречается с кое-чем новым: из артефакта, пера Феникса, выходят толпы Изменённых, трёхглазых (как и Метхли), существ. С помощью алхимических бомб ей удаётся сбежать и даже захватить пленника.
Гончей дают новое задание -следить за  неким дхуссом. Однако всё идёт не так, как задумано. Алиедора и её жертва оказываются в плену у ноори. Алиедору и дхусса везут на далёкий остров Смарагд.